# Реакція Сакураї
Реакція Сакураї (також відома як реакція Хосомі — Сакураї)  — органічна реакція між електрофільним атомом Карбону (наприклад карбонільної групи) з алілсиланом у присутності сильної кислоти Льюїса, що активує електрофіл. Названа на честь Акіри Хосомі та Хідекі Сакураї.
Як електрофіл можуть виступати кетони, іміни, акцептори Міхаеля (спряжені кетони), ацеталі, епоксиди, хлорангідриди карбонових кислот та алкени, що активовані електроноакцепторною групою.

## Механізм
Спочатку кислота Льюіса координується до більш електронегативного атому (оксигену або нітрогену) електрофілу, таким чином активуючи його. Після цього алілсилан атакує електрофільний атом Карбону, утворюючи карбокатіон, що стабілізується силільною групою у бета-положенні. На останньому етапі аніон атакує силільну групу, що від'єднується від карбокатіону, утворюючи подвійний зв'язок.
У більш сучасних модіфікаціях реакції Сакураї замість алкілсилільного замісника використовують хлоросилільний, або алкоксисилільний замісник. Це надає можливість використовувати каталітичні кількості кислот Льюіса.